# Giro del Delfinato 2024
Il Giro del Delfinato 2024, settantaseiesima edizione della corsa, valevole come ventitreesima prova dell'UCI World Tour 2024 categoria 2.UWT, si svolse in otto tappe dal 2 al 9 giugno 2024 su un percorso di 1187 km, con partenza da Saint-Pourçain-sur-Sioule e arrivo a Plateau des Glières, in Francia. La vittoria fu appannaggio dello sloveno Primož Roglič, il quale completò il percorso in 25h35'40", alla media di 37,344 km/h, precedendo lo statunitense Matteo Jorgenson e il canadese Derek Gee.

## Tappe
| Tappa  | Data     | Percorso                                              | km    | Vincitore di tappa  | Leader cl. generale |
| ------ | -------- | ----------------------------------------------------- | ----- | ------------------- | ------------------- |
| 1ª     | 2 giugno | Saint-Pourçain-sur-Sioule > Saint-Pourçain-sur-Sioule | 172,5 | Mads Pedersen       | Mads Pedersen       |
| 2ª     | 3 giugno | Gannat > Col de la Loge                               | 142   | Magnus Cort Nielsen | Magnus Cort Nielsen |
| 3ª     | 4 giugno | Celles-sur-Durolle > Les Estables                     | 181,2 | Derek Gee           | Derek Gee           |
| 4ª     | 5 giugno | Saint-Germain-Laval > Neulise (cron. individuale)     | 34,4  | Remco Evenepoel     | Remco Evenepoel     |
| 5ª     | 6 giugno | Amplepuis > Saint-Priest                              | 167   | tappa neutralizzata | tappa neutralizzata |
| 6ª     | 7 giugno | Hauterives > Le Collet d’Allevard                     | 174,1 | Primož Roglič       | Primož Roglič       |
| 7ª     | 8 giugno | Albertville > Samoëns 1600                            | 155,3 | Primož Roglič       | Primož Roglič       |
| 8ª     | 9 giugno | Thônes > Plateau des Glières                          | 160,6 | Carlos Rodríguez    | Primož Roglič       |
| Totale | Totale   | Totale                                                | 1187  |                     |                     |

## Squadre e corridori partecipanti
| N.      | Cod. | Squadra                         |
| ------- | ---- | ------------------------------- |
| 1-7     | TVL  | Team Visma-Lease a Bike         |
| 11-17   | UAD  | UAE Team Emirates               |
| 21-27   | DAT  | Decathlon AG2R La Mondiale Team |
| 31-37   | BOH  | Bora-Hansgrohe                  |
| 41-47   | SOQ  | Soudal Quick-Step               |
| 51-57   | LTK  | Lidl-Trek                       |
| 61-67   | UXM  | Uno-X Mobility                  |
| 71-77   | TBV  | Bahrain Victorious              |
| 81-87   | GFC  | Groupama-FDJ                    |
| 91-97   | IGD  | Ineos Grenadiers                |
| 101-107 | COF  | Cofidis                         |

| N.      | Cod. | Squadra                   |
| ------- | ---- | ------------------------- |
| 111-117 | MOV  | Movistar Team             |
| 121-127 | DFP  | Team DSM-Firmenich PostNL |
| 131-137 | ARK  | Arkéa-B&B Hotels          |
| 141-147 | LTD  | Lotto Dstny               |
| 151-157 | EFE  | EF Education-EasyPost     |
| 161-167 | IWA  | Intermarché-Wanty         |
| 171-177 | JAY  | Team Jayco AlUla          |
| 181-187 | ADC  | Alpecin-Deceuninck        |
| 191-197 | AST  | Astana Qazaqstan Team     |
| 201-207 | IPT  | Israel-Premier Tech       |
| 211-217 | Q36  | Q36.5 Pro Cycling Team    |

## Dettagli delle tappe

### 1ª tappa
- 2 giugno: Saint-Pourçain-sur-Sioule > Saint-Pourçain-sur-Sioule - 172,5 km

Risultati
| Pos. | Corridore     | Squadra     | Tempo    |
| ---- | ------------- | ----------- | -------- |
| 1    | Mads Pedersen | Lidl        | 4h01'30" |
| 2    | Sam Bennett   | Decathlon   | s.t.     |
| 3    | Hugo Page     | Intermarché | s.t.     |

| Pos. | Corridore     | Squadra     | Tempo    |
| ---- | ------------- | ----------- | -------- |
| 1    | Mads Pedersen | Lidl        | 4h01'20" |
| 2    | Sam Bennett   | Decathlon   | a 4"     |
| 3    | Hugo Page     | Intermarché | a 6"     |

### 2ª tappa
- 3 giugno: Gannat > Col de la Loge - 142 km

Risultati
| Pos. | Corridore           | Squadra | Tempo    |
| ---- | ------------------- | ------- | -------- |
| 1    | Magnus Cort Nielsen | Uno-X   | 3h21'42" |
| 2    | Primož Roglič       | Bora    | s.t.     |
| 3    | Matteo Jorgenson    | Visma   | s.t.     |

| Pos. | Corridore           | Squadra | Tempo    |
| ---- | ------------------- | ------- | -------- |
| 1    | Magnus Cort Nielsen | Uno-X   | 7h23'02" |
| 2    | Primož Roglič       | Bora    | a 4"     |
| 3    | Matteo Jorgenson    | Visma   | a 6"     |

### 3ª tappa
- 4 giugno: Celles-sur-Durolle > Les Estables - 181,2 km

Risultati
| Pos. | Corridore       | Squadra  | Tempo    |
| ---- | --------------- | -------- | -------- |
| 1    | Derek Gee       | Israel   | 4h22'18" |
| 2    | Romain Grégoire | Groupama | s.t.     |
| 3    | Lukas Nerurkar  | EF       | a 3"     |

| Pos. | Corridore       | Squadra  | Tempo     |
| ---- | --------------- | -------- | --------- |
| 1    | Derek Gee       | Israel   | 11h45'20" |
| 2    | M. Cort Nielsen | Uno-X    | a 3"      |
| 3    | Romain Grégoire | Groupama | a 4"      |

### 4ª tappa
- 5 giugno: Saint-Germain-Laval > Neulise (cron. individuale) - 34,4 km

Risultati
| Pos. | Corridore       | Squadra | Tempo  |
| ---- | --------------- | ------- | ------ |
| 1    | Remco Evenepoel | Soudal  | 41'49" |
| 2    | Joshua Tarling  | Ineos   | a 17"  |
| 3    | Primož Roglič   | Bora    | a 39"  |

| Pos. | Corridore        | Squadra | Tempo     |
| ---- | ---------------- | ------- | --------- |
| 1    | Remco Evenepoel  | Soudal  | 12h27'22" |
| 2    | Primož Roglič    | Bora    | a 33"     |
| 3    | Matteo Jorgenson | Visma   | a 1'04"   |

### 5ª tappa
- 6 giugno: Amplepuis > Saint-Priest  – 167 km

Tappa neutralizzata a causa di una maxi caduta a meno di 30 km dall'arrivo.

### 6ª tappa
- 7 giugno: Hauterives > Le Collet d’Allevard - 174,1 km

Risultati
| Pos. | Corridore        | Squadra | Tempo    |
| ---- | ---------------- | ------- | -------- |
| 1    | Primož Roglič    | Bora    | 4h19'59" |
| 2    | Giulio Ciccone   | Lidl    | a 3"     |
| 3    | Aleksandr Vlasov | Bora    | a 11"    |

| Pos. | Corridore        | Squadra | Tempo     |
| ---- | ---------------- | ------- | --------- |
| 1    | Primož Roglič    | Bora    | 16h47'44" |
| 2    | Remco Evenepoel  | Soudal  | a 19"     |
| 3    | Matteo Jorgenson | Visma   | a 58"     |

### 7ª tappa
- 8 giugno: Albertville > Samoëns 1600 - 155,3 km

Risultati
| Pos. | Corridore        | Squadra | Tempo    |
| ---- | ---------------- | ------- | -------- |
| 1    | Primož Roglič    | Bora    | 4h29'16" |
| 2    | Matteo Jorgenson | Visma   | s.t.     |
| 3    | Giulio Ciccone   | Lidl    | a 2"     |

| Pos. | Corridore        | Squadra | Tempo     |
| ---- | ---------------- | ------- | --------- |
| 1    | Primož Roglič    | Bora    | 21h16'50" |
| 2    | Matteo Jorgenson | Visma   | a 1'02"   |
| 3    | Derek Gee        | Israel  | a 1'13"   |

### 8ª tappa
- 9 giugno: Thônes > Plateau des Glières - 160,6 km

Risultati
| Pos. | Corridore        | Squadra | Tempo    |
| ---- | ---------------- | ------- | -------- |
| 1    | Carlos Rodríguez | Ineos   | 4h18'02" |
| 2    | Matteo Jorgenson | Visma   | s.t.     |
| 3    | Derek Gee        | Israel  | a 15"    |

| Pos. | Corridore        | Squadra | Tempo     |
| ---- | ---------------- | ------- | --------- |
| 1    | Primož Roglič    | Bora    | 25h35'40" |
| 2    | Matteo Jorgenson | Visma   | a 8"      |
| 3    | Derek Gee        | Israel  | a 36"     |

## Evoluzione delle classifiche
| Tappa              | Vincitore           | Classifica generale Maglia gialla | Classifica a punti Maglia verde | Classifica scalatori Maglia blu a pois | Classifica giovani Maglia bianca | Classifica a squadre |
| ------------------ | ------------------- | --------------------------------- | ------------------------------- | -------------------------------------- | -------------------------------- | -------------------- |
| 1ª                 | Mads Pedersen       | Mads Pedersen                     | Mads Pedersen                   | Mark Donovan                           | Hugo Page                        | Arkéa-B&B Hotels     |
| 2ª                 | Magnus Cort Nielsen | Magnus Cort Nielsen               | Magnus Cort Nielsen             | Mathis Le Berre                        | Matteo Jorgenson                 | Movistar Team        |
| 3ª                 | Derek Gee           | Derek Gee                         | Giulio Ciccone                  | Mathis Le Berre                        | Romain Grégoire                  | Movistar Team        |
| 4ª                 | Remco Evenepoel     | Remco Evenepoel                   | Primož Roglič                   | Mathis Le Berre                        | Remco Evenepoel                  | Bora-Hansgrohe       |
| 5ª                 | Neutralizzata       | Remco Evenepoel                   | Primož Roglič                   | Mathis Le Berre                        | Remco Evenepoel                  | Bora-Hansgrohe       |
| 6ª                 | Primož Roglič       | Primož Roglič                     | Primož Roglič                   | Mathis Le Berre                        | Remco Evenepoel                  | Bora-Hansgrohe       |
| 7ª                 | Primož Roglič       | Primož Roglič                     | Primož Roglič                   | Primož Roglič                          | Matteo Jorgenson                 | Bora-Hansgrohe       |
| 8ª                 | Carlos Rodríguez    | Primož Roglič                     | Primož Roglič                   | Lorenzo Fortunato                      | Matteo Jorgenson                 | Bora-Hansgrohe       |
| Classifiche finali | Classifiche finali  | Primož Roglič                     | Primož Roglič                   | Lorenzo Fortunato                      | Matteo Jorgenson                 | Bora-Hansgrohe       |

Maglie indossate da altri ciclisti in caso di due o più maglie vinte
- Nella 2ª tappa Sam Bennett ha indossato la maglia verde al posto di Mads Pedersen.
- Nella 3ª tappa Mads Pedersen ha indossato la maglia verde al posto di Magnus Cort Nielsen.
- Nella 5ª e 6ª tappa Matteo Jorgenson ha indossato la maglia bianca al posto di Remco Evenepoel.
- Nella 7ª ed 8ª tappa Giulio Ciccone ha indossato la maglia verde al posto di Primož Roglič.
- Nell'8ª tappa Lorenzo Fortunato ha indossato la maglia blu a pois al posto di Primož Roglič.

## Classifiche finali

### Classifica generale - Maglia gialla
| Pos. | Corridore        | Squadra  | Tempo     |
| ---- | ---------------- | -------- | --------- |
| 1    | Primož Roglič    | Bora     | 25h35'40" |
| 2    | Matteo Jorgenson | Visma    | a 8"      |
| 3    | Derek Gee        | Israel   | a 36"     |
| 4    | Carlos Rodríguez | Ineos    | a 1'00"   |
| 5    | Laurens De Plus  | Ineos    | a 2'04"   |
| 6    | Aleksandr Vlasov | Bora     | a 2'06"   |
| 7    | Remco Evenepoel  | Soudal   | a 2'25"   |
| 8    | Giulio Ciccone   | Lidl     | a 2'54"   |
| 9    | Oier Lazkano     | Movistar | s.t.      |
| 10   | Mikel Landa      | Soudal   | a 4'13"   |

### Classifica a punti - Maglia verde
| Pos. | Corridore           | Squadra | Punti |
| ---- | ------------------- | ------- | ----- |
| 1    | Primož Roglič       | Bora    | 73    |
| 2    | Matteo Jorgenson    | Visma   | 66    |
| 3    | Giulio Ciccone      | Lidl    | 62    |
| 4    | Derek Gee           | Israel  | 54    |
| 5    | Magnus Cort Nielsen | Uno-X   | 41    |

### Classifica scalatori - Maglia blu a pois
| Pos. | Corridore         | Squadra | Punti |
| ---- | ----------------- | ------- | ----- |
| 1    | Lorenzo Fortunato | Astana  | 40    |
| 2    | Marc Soler        | UAE     | 38    |
| 3    | Primož Roglič     | Bora    | 31    |
| 4    | Matteo Jorgenson  | Visma   | 26    |
| 5    | Mathis Le Berre   | Arkéa   | 24    |

### Classifica giovani - Maglia bianca
| Pos. | Corridore         | Squadra  | Tempo     |
| ---- | ----------------- | -------- | --------- |
| 1    | Matteo Jorgenson  | Visma    | 25h35'48" |
| 2    | Carlos Rodríguez  | Ineos    | a 52"     |
| 3    | Remco Evenepoel   | Soudal   | a 2'17"   |
| 4    | Oier Lazkano      | Movistar | a 2'46"   |
| 5    | Santiago Buitrago | Bahrain  | a 4'20"   |

### Classifica a squadre
| Pos. | Squadra                 | Tempo     |
| ---- | ----------------------- | --------- |
| 1    | Bora-Hansgrohe          | 77h05'45" |
| 2    | Ineos Grenadiers        | a 7'01"   |
| 3    | Israel-Premier Tech     | a 19'04"  |
| 4    | Movistar Team           | a 24'40"  |
| 5    | Team Visma-Lease a Bike | a 33'48"  |